# Kappe (Rothaargebirge)

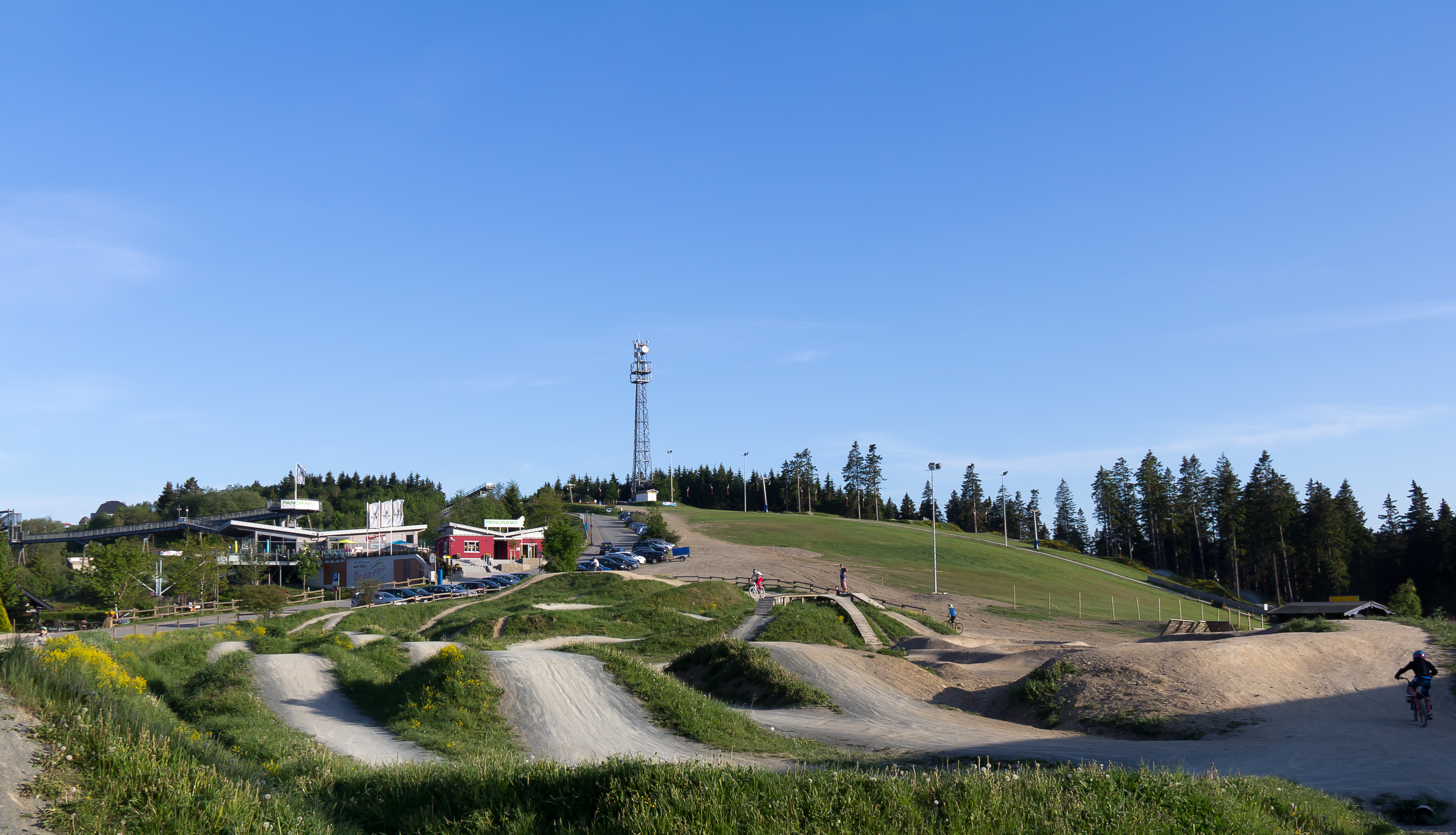
Kappe: Blick von Nordnordwesten zum Gipfel mit Biker-Übungsparcour (vorne) und Panorama-Erlebnis-Brücke (links)

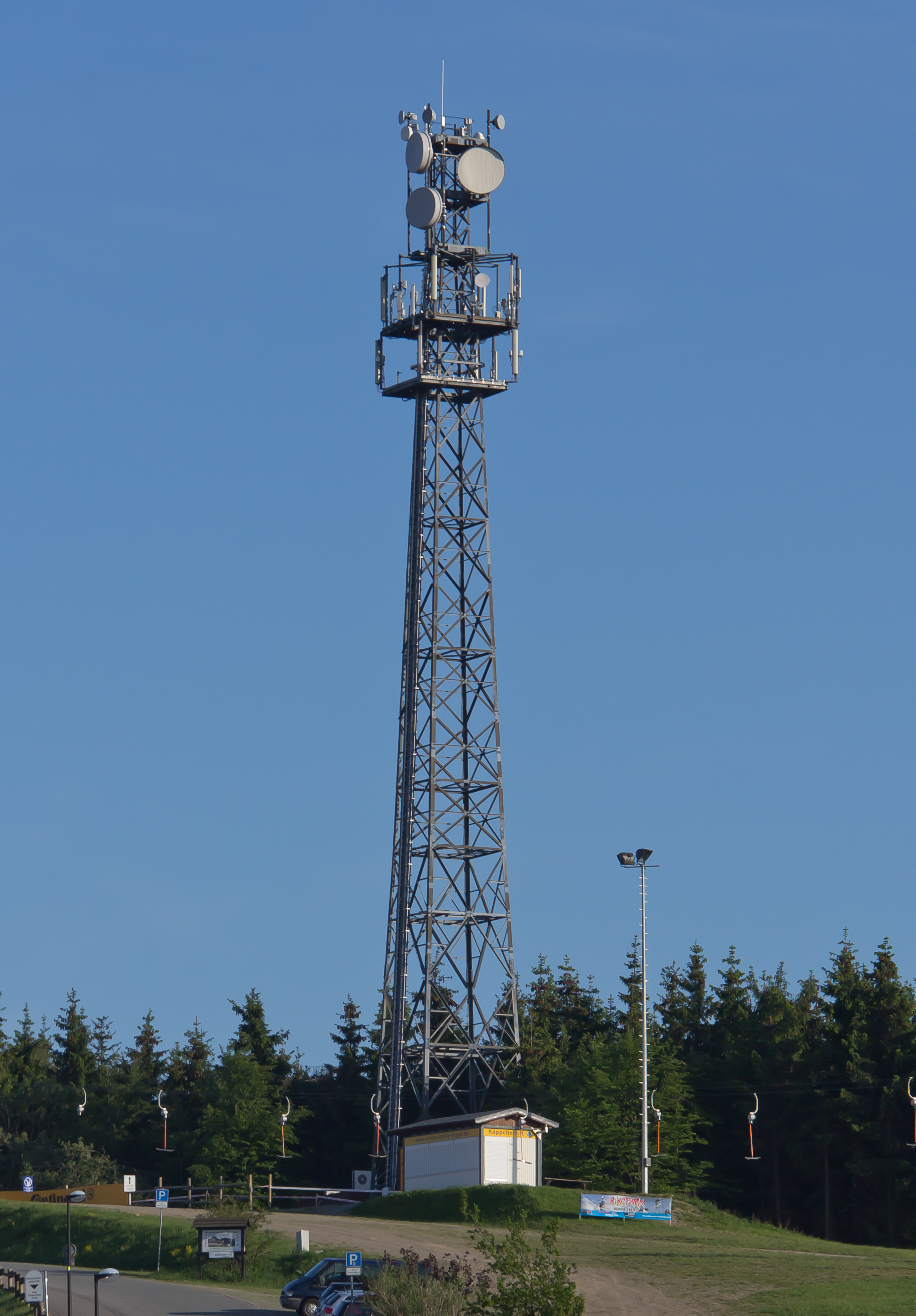
Kappe: gipfelnaher Sendeturm

Die Kappe in der Gemarkung von Winterberg im Hochsauerlandkreis, Nordrhein-Westfalen, ist ein 776 m ü. NHN hoher Berg des Rothaargebirges. Weithin bekannt ist er besonders durch internationale Wettbewerbe auf der Bobbahn Winterberg.

## Geographie

### Lage
Die Kappe erhebt sich im Naturpark Sauerland-Rothaargebirge im Rahmen ihres Gipfels etwa 2,2 km südöstlich des Zentrums der Winterberger Kernstadt. Ihre Nachbarberge sind der Poppenberg (745,8 m) im Norden, der Herrloh (732,9 m) im Nordnordosten, die Molbecke (722,9 m) im Osten, der Wetzstein (771,6 m) im Süden, der Kahle Asten (841,9 m) im Westen und der Bremberg (ca. 810 m) im Nordwesten.
Auf der Nordostflanke des Berges entspringt nahe der Bobbahn Winterberg mit der etwa ostwärts fließenden Silbecke ein Kleinzufluss der östlich des Bergs fließenden Nuhne. Im Südwesten passiert die Sonneborn den Berg als rechter Nuhne-Quellbach.

### Naturräumliche Zuordnung
Die Kappe gehört in der naturräumlichen Haupteinheitengruppe Süderbergland (Nr. 33) in der Haupteinheit Rothaargebirge (mit Hochsauerland) (333) und in der Untereinheit Winterberger Hochland (333.5) zum Naturraum Astenberg (333.54), wobei seine Ostflanke in die Untereinheit Hohe Seite (333.7) abfällt.

## Schutzgebiete und Flora
Südwestlich um die Kappe herum, im Sonneborntal, zieht sich der Nordwestteil des Naturschutzgebiets Guenninghauser Mark (CDDA-Nr. 164022; 1965 ausgewiesen; 2,27 km² groß), und etwas östlich des Bergs entlang eines Nuhne-Quellbachs liegt der Nordwestteil des NSG Oberes Nuhnetal (NSG-Nr. 389849; 2008; 27,52 ha). Bis auf die West- und Südflanke des Berges erstreckt sich das Landschaftsschutzgebiet Teilgebiet der Stadt Winterberg (CDDA-Nr. 325127; 1994; 75,32 km²). Im dortigen Sonneborntal liegen bis auf seine Flanken reichende Bereiche des Fauna-Flora-Habitat-Gebiets Schluchtwald Angstbecke und Gümminghauser Mark (FFH-Nr. 4817-302; 2,46 km²). Die teils bewaldeten Bergflanken sind überwiegend Fichtenwälder.

## Tourismus und Einrichtungen
Auf den Flanken der Kappe liegt die etwas unterhalb ihres Gipfels beginnende Bobbahn Winterberg; auf dem Gipfel steht das unter anderem gastronomisch genutzte Bobhaus, das am 6. Juni 2009 durch einen Brand zerstört, aber anschließend neu eröffnet wurde. Neben Skipisten mit Skiliften des Skiliftkarussells Winterberg befinden sich dort auch zahlreiche Stätten des Freizeitunternehmens Erlebnisberg Kappe, wie der Bikepark Winterberg, die Panorama-Erlebnis-Brücke, eine Sommerrodelbahn, ein Kletterwald. Etwa 160 m westnordwestlich des Gipfels steht wenige Meter westlich einer 772,6 m hoch gelegenen Stelle ein Sendeturm, und nordwestlich liegt ein Campingplatz. Zwischen dem Campingplatz und dem Bobhaus steht das Panorama-Restaurant.

## Verkehr
Etwas nordwestlich vorbei an der Kappe verlaufen im Rahmen eines gemeinsamen Abschnitts die Bundesstraßen 236 und 480, wobei erstere nach Abzweigen von letzterer (in Winterberg) innerhalb des Nuhnetals auch östlich vorbeiführt. Die Hochlagen des Berges sind von Nordnordwesten kommend über eine an der B 236/480 beginnende Sackgasse (Kappenrundweg/Kappe genannt) mit dortigem Parkplatz erreichbar.